# Uropterygius kamar
Uropterygius kamar är en fiskart som beskrevs av Mccosker och Randall, 1977. Uropterygius kamar ingår i släktet Uropterygius och familjen Muraenidae. Inga underarter finns listade i Catalogue of Life.